# بشملة سنديانية
بشملة سنديانية (الاسم العلمي:Eriobotrya prinoides) هي نوع من النباتات تتبع جنس البشملة من الفصيلة الوردية. تم وصف هذا النوع من النبات علمياً لأول مرة من قبل أرنست هنري ويلسون وألفرد ريدر سنة 1912. سمي ها النوع من النبات نسبةً إلى نبات البلوط الأخضر أو السنديان الأخضر (الاسم العلمي:Quercus prinus ).